# Smidtia laticauda
Smidtia laticauda là một loài ruồi trong họ Tachinidae.